# Partia Nowoczesnego Centrum
Partia Nowoczesnego Centrum (słoweń. Stranka modernega centra, SMC) – słoweńska partia polityczna o profilu centrolewicowym i liberalnym, działająca w latach 2014–2021. Do 2015 ugrupowanie nosiło nazwę Partia Mira Cerara (słoweń. Stranka Mira Cerarja).

## Historia
Partię 2 czerwca 2014 powołał słoweński prawnik Miro Cerar celem udziału w przedterminowych wyborach parlamentarnych, rozpisanych po upadku rządu Alenki Bratušek. Ugrupowanie szybko zaczęło zdobywać wysokie notowania w sondażach – w badaniach opublikowanych dwa tygodnie po jego powstaniu ponad 40% ankietowanych opowiadało się za objęciem przez Mira Cerara urzędu premiera. W głosowaniu z 13 lipca 2014 partia zajęła pierwsze miejsce, otrzymując około 34,6% głosów i 36 mandatów w Zgromadzeniu Państwowym. Miro Cerar objął następnie urząd premiera w ramach rządu tworzonego przez SMC oraz Socjaldemokratów i partię emerytów.
21 listopada 2014 ugrupowanie zostało przyjęte do Partii Porozumienia Liberałów i Demokratów na rzecz Europy. 7 marca 2015 na kongresie SMC przyjęto nową nazwę Partia Nowoczesnego Centrum.
W połowie marca 2018 premier Miro Cerar podał się do dymisji. Skutkowało to przeprowadzeniem 3 czerwca 2018 przedterminowych wyborów, w których ugrupowanie poniosło znaczne straty, otrzymało 9,8% głosów i 10 mandatów. Partia pozostała jednak u władzy, dołączając do koalicji tworzącej rząd Marjana Šarca. W 2019 nowym przewodniczącym ugrupowania został Zdravko Počivalšek. W 2020 partia dołączyła do nowej centroprawicowej koalicji, która utworzyła gabinet Janeza Janšy. Krytykując tę decyzję, SMC opuścił jej założyciel Miro Cerar.
4 grudnia 2021 SMC połączyła się z partią GAS (którą kierował Alojz Kovšca), tworząc nowe ugrupowanie pod nazwą Konkretno.